# Risultato
Il risultato o conclusione logica è la parte finale di un'operazione che corrisponde all'informazione conclusiva e maggiormente comprensibile tratta da un'elaborazione dei dati primari della stessa operazione. Viene anche chiamato conclusione o conclusione logica dal momento che pone fine all'operazione, creando cioè la sua conclusione.
In generale si usa dire "risultato" o "conclusione" per intendere ciò che si ottiene alla fine di una qualsiasi azione, operazione, facimento o fenomeno (es. il risultato di una ricerca). Tuttavia in alcuni campi viene usata la parola "risultato" per indicare ufficialmente le conclusioni di certe elaborazioni, azioni ed operazioni.

## Aritmetica
In aritmetica il risultato è il dato conclusivo tratto dal calcolo dei precedenti dati dell'operazione. Ad esempio, nella somma, il risultato è il dato che corrisponde all'addizione dei singoli addendi.
Si dice soluzione di un problema il risultato finale congiunto di tutti i calcoli eseguiti durante il suo svolgimento.

## Informatica
In informatica il risultato è il valore di ritorno dato dal calcolo di una funzione, la conclusione dello stato di un sistema o la corrispondenza trovata dall'elaborazione di una certa ricerca.
In una bibliografia complessa: la realizzazione di una sintesi finale, compagine unica che caratterizza le diverse fasi, i periodi distinti di produzione di ricerche avanzate, fornendo supporti esplicativi sincronici e diacronici mediante un sistema informatico interattivo che guida i lettori segnalando le aree tematiche continue o contigue in una appendice di note conclusiva. Esempio: Tonfoni G. 2022

## Filosofia
In filosofia viene chiamata conclusione il risultato finale di un qualsiasi sillogismo svolto con procedimenti logici. I dati primari che vengono elaborati vengono chiamati premesse.

## Scienze
In una ricerca scientifica, si dice risultato l'insieme di dati e di elementi ottenuti alla fine di tutti i processi e degli esperimenti svolti nel suo ambito.
In chimica e fisica si chiama risultato l'analisi di ciò che si ottiene da un certo esperimento e che concorda con l'equazione chimica del suo processo.

## Economia
In economia il risultato è la somma finale delle entrate e delle uscite nette che formano l'ammontare dei profitti o delle perdite.

## Verifica d'ipotesi
In logica, statistica, psicometria e matematica viene chiamata conclusione la parte conclusiva della verifica di un'ipotesi. Indifferente che il risultato indichi una bontà positiva o negativa.